# Iglesia de Santa María de las Flores (Hornachuelos)
La iglesia de Santa María de las Flores de Hornachuelos (provincia de Córdoba), de estilo gótico tardío, se emplaza en el interior del antiguo perímetro amurallado, en la cota más alta de la población, muy próxima al castillo. Su existencia como parroquia se remonta a la conquista del lugar, en 1240, por el rey Fernando III. El inmueble hoy conservado muestra la existencia de una iglesia muy primitiva, en cuya construcción se aprovecharon elementos romanos y musulmanes, y el templo levantado en los primeros años del siglo XVI siguiendo una tipología característica de única nave con tramos separados por arcos apuntados de amplia luz.

## Descripción

### Interior
Posee una sola nave dividida en cinco tramos por cuatro grandes arcos transversales, apuntados y doblados con aristas achaflanadas, que arrancan de pilares. La cubierta, a dos aguas, era de madera aunque se sustituyó por forjado de hormigón.
La cabecera es recta apareciendo un gran arco de medio punto en el centro del presbiterio y a ambos lados restos de vanos de perfilería gótica.
La actual capilla del Sagrario, ubicada en el lado del Evangelio junto al presbiterio, es la de mayores dimensiones de esta Iglesia. Realmente ese espacio, que durante años se utilizó como sacristía y que se descubrió durante unas obras realizadas en 1973, fue la primitiva Iglesia, que debió perder al menos un tramo cuando a principios del siglo XVI se levantó la actual, con orientación este-oeste. Lo recuperado son dos tramos de una construcción de tres naves separadas por
arquerías de arcos apuntados con rosca de ladrillo que descansan sobre elementos reutilizados: Columnas de mármol, desiguales, con cimacios por basas o capitel y capitel corintio romano mutilado para retallarle una figura en forma de mitra. En el interior de esta capilla están colocadas piezas encontradas en las obras de restauración antes citadas, como fustes de columnas, trozos de capitel, un interesante fragmento de sarcófago paleocristiano del siglo V, o un ladrillo de época visigoda.
Situada a continuación de la del Sagrario se encuentra la capilla que alberga la imagen de Nuestra Señora de los Ángeles. Se abre por medio de un arco rebajado gótico y se protege por una reja de 1934. Es de planta cuadrada y se cubre por cúpula sobre tambor octogonal decorada con pinturas de angelitos. Contigua está la capilla de la Virgen del Pilar construida tras la Guerra Civil y frente a ésta, en el lado de la Epístola, la de San Abundio, patrón de Hornachuelos, que se abre a la nave de la Iglesia por una portada de piedra con arco de medio punto y pilastras laterales. Le sigue la capilla de la Virgen de los Dolores con un retablo de mampostería neoclásico en cuyo hueco central se aloja el camarín de la titular.

### Exterior
En el exterior deben destacarse la fachada de los pies y la torre. En la fachada, a la que se accede atravesando un pequeño jardín, y bajo un rosetón gótico, se halla la portada,
realizada en piedra, de estilo gótico tardío que se ha relacionado con Hernán Ruiz, el Viejo o con su padre, Gonzalo Rodríguez. Se compone de un hueco adintelado de ángulos curvos rematado por un doble arco conopial y flanqueado por baquetones, de los cuales, los más externos, se rizan helicoidalmente y se prolongan hasta un tejaroz formando un alfiz.
La torre, remodelada en 1781 por el maestro Juan López Cardera, siendo obispo de Córdoba Baltasar Yusta y Navarro, se adosa a la fachada en el lado del Evangelio. Es de planta cuadrada, está realizada en sillares de piedra y consta de dos cuerpos separados por una cornisa saliente. El cuerpo de campanas se abre por un vano de medio punto en cada frente que flanquean sencillas pilastras toscanas. Se cubre con cúpula sobre pechinas que, al exterior ofrece tambor octogonal. El acceso se realiza desde el primer tramo del interior de la Iglesia, por una pequeña puerta con dintel de perfil mensulado. La escalera es de caracol con vástago central cilíndrico de basamento gótico.
Cabe, por último, mencionar que al exterior de la cabecera existe, empotrado, un relieve de piedra, procedente del desaparecido Hospital de la Caridad, en el que, dentro de un marco de perfilería gótica con adorno de bolas, aparece una cruz leñosa entre las siglas IHS y XPS.